# Rafael Benjamin Richardson Lightbourne
Rafael Benjamín Richardson Lightbourne (Samaná; 6 de noviembre de 1922 -Santo Domingo,10 de julio de 1994) fue un militar dominicano de ascendencia inglesa y asquenazí, reconocido por haber ocupado dos veces el cargo de Jefe de Estado Mayor de la Marina de Guerra Dominicana durante la era del dictador Rafael Leónidas Trujillo en la República Dominicana. 

## Primeros años y formación militar
Rafael es de ascendencia inglesa y judía polaco-lituana (asquenazí). 
Ingresó a las filas de la Marina de Guerra el 9 de enero de 1941 y, posteriormente, fue admitido en la Escuela Naval Dominicana como Guardiamarina de primer orden el 1 de enero de 1943. Fue comisionado como Alférez de Fragata efectivo el 1 de diciembre de 1945.
En 1942, cursó el Curso de Detección y Caza de Submarinos en el Sub Chaser Training Center y el Curso de Defensa Antiaérea en la Base Aeronaval de Pensacola, ambos en Florida. A mediados de los años 50, realizó estudios avanzados en la prestigiosa Escuela de Estado Mayor del Ejército de los Estados Unidos, ubicada en Fort Leavenworth, Kansas con Ramfis Trujillo. Además, obtuvo el título de Capitán de Altura de la Marina Mercante, consolidando su destacada formación y estratégica en el ámbito naval.

## Carrera

### Carrera Naval (1945-1958)

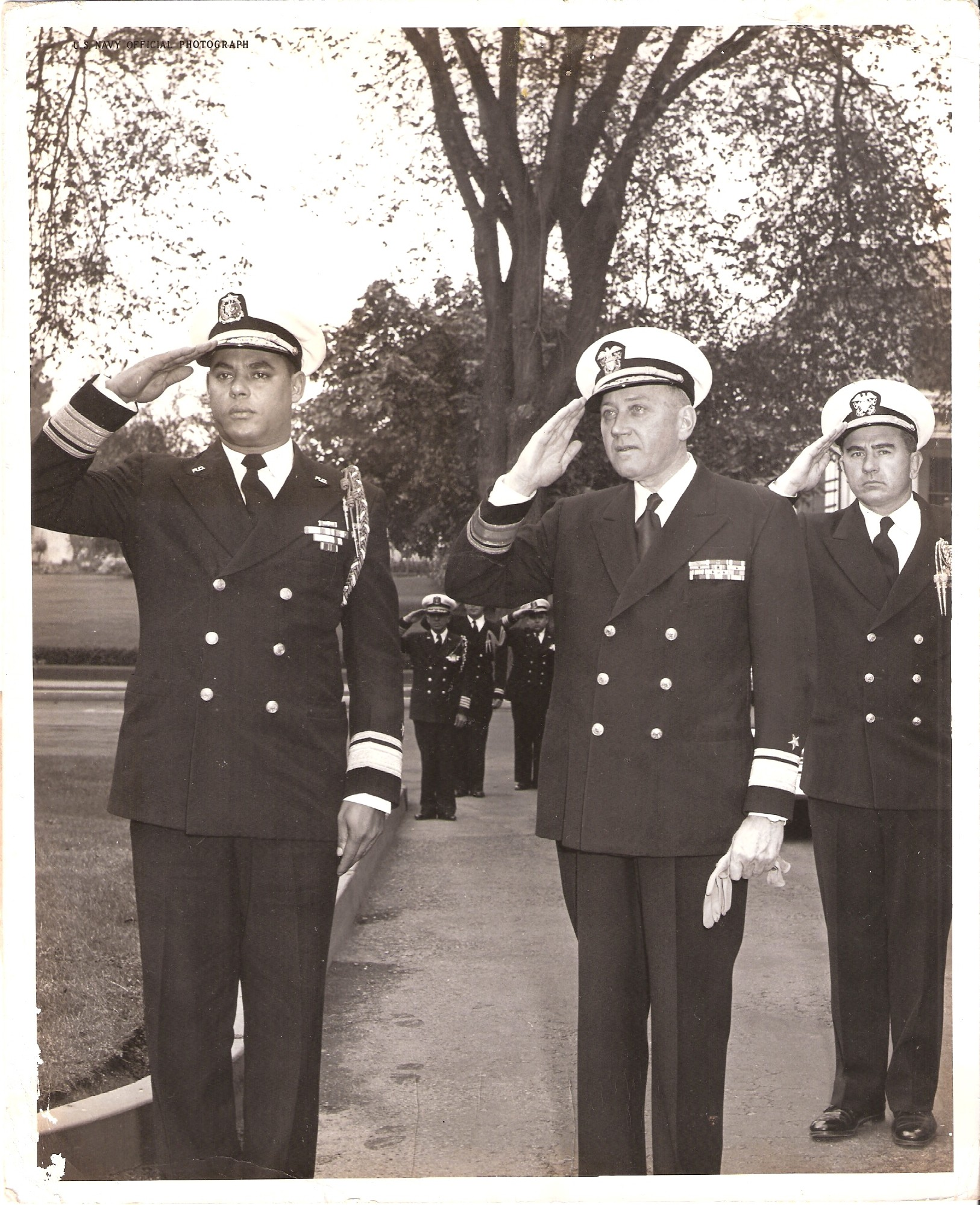

Durante su trayectoria en la Marina de Guerra Dominicana, ocupó diversas posiciones de manera progresiva. En 1945, fue comisionado como Alférez de Fragata. Más adelante, en 1949, asumió el cargo de Comandante del buque F-101, el 31 de enero. En 1953, fue promovido a Subjefe de Estado Mayor el 19 de agosto, y ese mismo año fue nombrado Comandante del buque D-101, el 20 de septiembre. Entre 1955 y 1956, ocupó el cargo de Jefe de Estado Mayor de la Marina de Guerra (CNO). En 1956, asumió también el rol de Subsecretario de Estado de las Fuerzas Armadas, el 27 de agosto. Posteriormente, entre 1957 y 1958, fue nuevamente designado como Jefe de Estado Mayor de la Marina, el 23 de marzo. En 1958, fue nombrado Jefe de Operaciones Navales, el 19 de septiembre.

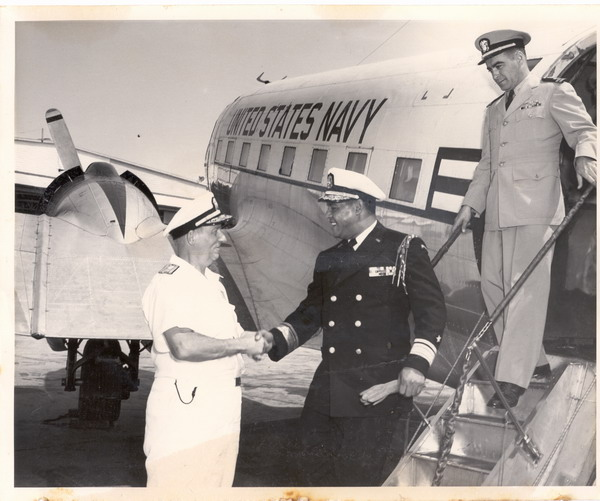

### Transición del Servicio Militar (1959-1969)
En 1959, fue retirado de las Fuerzas Armadas Dominicanas tras impedir un atentado contra el presidente de Venezuela, Rómulo Betancourt. Entre 1963 y 1967, fue Administrador de los Astilleros Ozama. Luego, entre 1968 y 1969, fungió como Encargado de Operaciones Marítimas de FERSAN. 

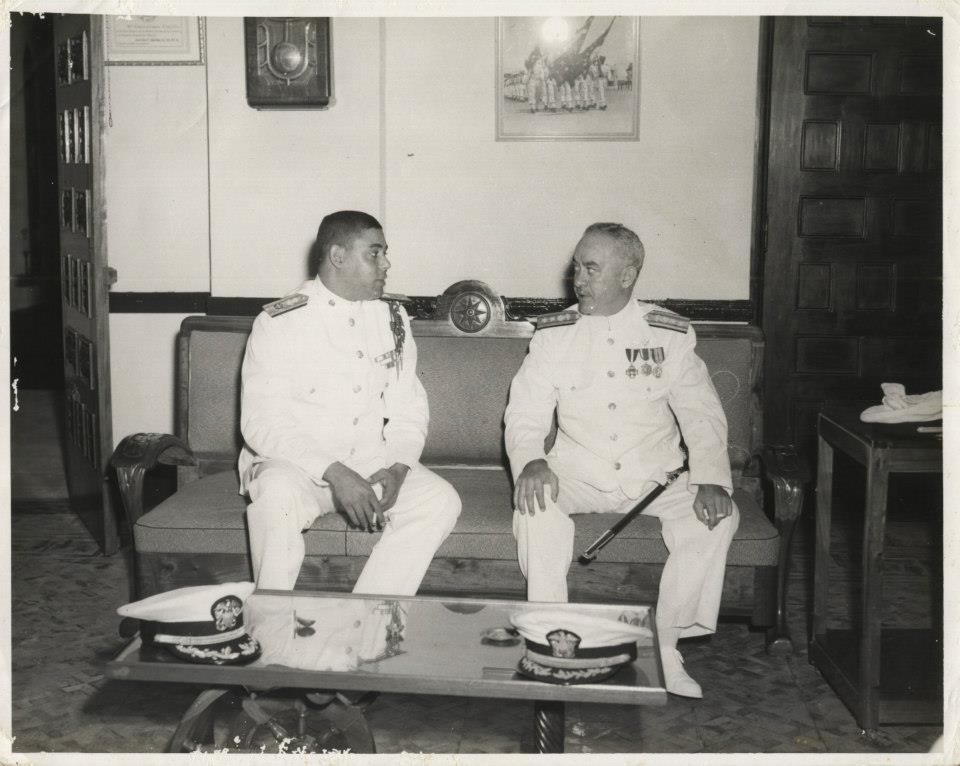

### Contribuciones Educativas y Administrativas (1971-1980)
En 1971, ingresó a las Escuelas Vocacionales, donde desempeñó el cargo de Director de Estudios del Centro Regional de Formación Laboral Acelerada de San Pedro de Macorís. Al mismo tiempo, dirigió las Escuelas Vocacionales de Miches y La Romana. Finalmente, en 1980, fue designado como Encargado Técnico de la Dirección General de las Escuelas Vocacionales, destacándose por su labor en la formación técnica y profesional.